# Robert Schwyzer

Robert Schwyzer (1968)

Robert Schwyzer [ʃviːt͡sər] (* 8. Dezember 1920 in Zürich; † 29. September 2015 in Bülach) war ein Schweizer Biochemiker und Molekularbiologe.

## Leben
Schwyzers gleichnamiger Vater war Chefarzt am Kreisspital in Bülach, seine Mutter Rosa Schätzle Krankenschwester. Er besuchte die Schule in Minneapolis und erwarb die Matura in Zürich. Schwyzer studierte Chemie an der Universität Zürich mit der Promotion 1947 bei dem Nobelpreisträger Paul Karrer über Vitamine. Nach der Habilitation 1951 an der Universität Zürich war er bei der Ciba AG in Basel, wo er eine Gruppe für Peptidchemie aufbaute. Er blieb aber gleichzeitig in seiner Zeit bei der Ciba AG Privatdozent an der Universität Zürich (ab 1960 Titularprofessor). Als man ihm bei Ciba die Leitung einer Abteilung anbot, lehnte er ab, weil er sich dies nach eigenen Worten nicht zutraute, und kehrte an die Universität zurück. Er war aber 1960 bis 1963 Vizedirektor für Pharmaforschung bei Ciba. Ab 1963 war er ordentlicher Professor für Mikrobiologie an der ETH Zürich und baute dort die damals noch junge Molekularbiologie auf. 1988 wurde er emeritiert.
1958 war er zu einem Forschungsaufenthalt an der University of California und 1964 Gastprofessor an der University of Washington. Ihm gelang bei Ciba die Synthese von Angiotensin (im Labor 1957, von Ciba 1959 als Hypertensin auf den Markt gebracht) und die Synthese des Hypophysen-Hormons ACTH (Teil-Synthese 1960, Totalsynthese 1963, von Ciba 1963 als Synacthen auf den Markt gebracht). Ausserdem war er an der Synthese von Gramicidin S beteiligt. Danach befasste er sich an der ETH Zürich mit Struktur-Funktions-Zusammenhängen biologisch aktiver Substanzen wie Polypeptidhormonen und Hormon-Rezeptor-Wechselwirkung. Dem in den 1970er Jahren laut werdenden Drängen, sich auf molekulare Genetik und Gentechnik zu konzentrieren statt auf die biologische Funktion von Proteinen, widersetzte er sich.
Von Schwyzer stammen über 300 wissenschaftliche Veröffentlichungen.
1964 erhielt er den Otto Naegeli-Preis und 1969 hielt er die Paul-Karrer-Vorlesung. 1968 wurde er zum Mitglied der Leopoldina gewählt. Zu seinen ehemaligen Mitarbeitern am Institut gehört der Nobelpreisträger Kurt Wüthrich.
Er war ab 1948 mit Rosa Naegeli verheiratet und wurde Vater dreier Kinder. Der Indogermanist Heinrich Schweizer-Sidler war ein Urgrossonkel, der Philologe Eduard Schwyzer ein Onkel und der Gräzist Hans-Rudolf Schwyzer ein Cousin Robert Schwyzers.

## Schriften
- I. Vitamine und Antivitamine. II. In epsilon-Stellung substituierte Derivate der Sobinsäure. Dissertation Universität Zürich 1948, OCLC 315756255.
- Erforschung des Lebendigen: eine molekularbiologische Betrachtung für Laien, Beer, Zürich 1980, OCLC 610885612, (= Neujahrsblatt zum Besten des Waisenhauses in Zürich, 143. Stück = Nr. 201).